# Psaliodes cidariata
Psaliodes cidariata là một loài bướm đêm trong họ Geometridae.